# Maura West

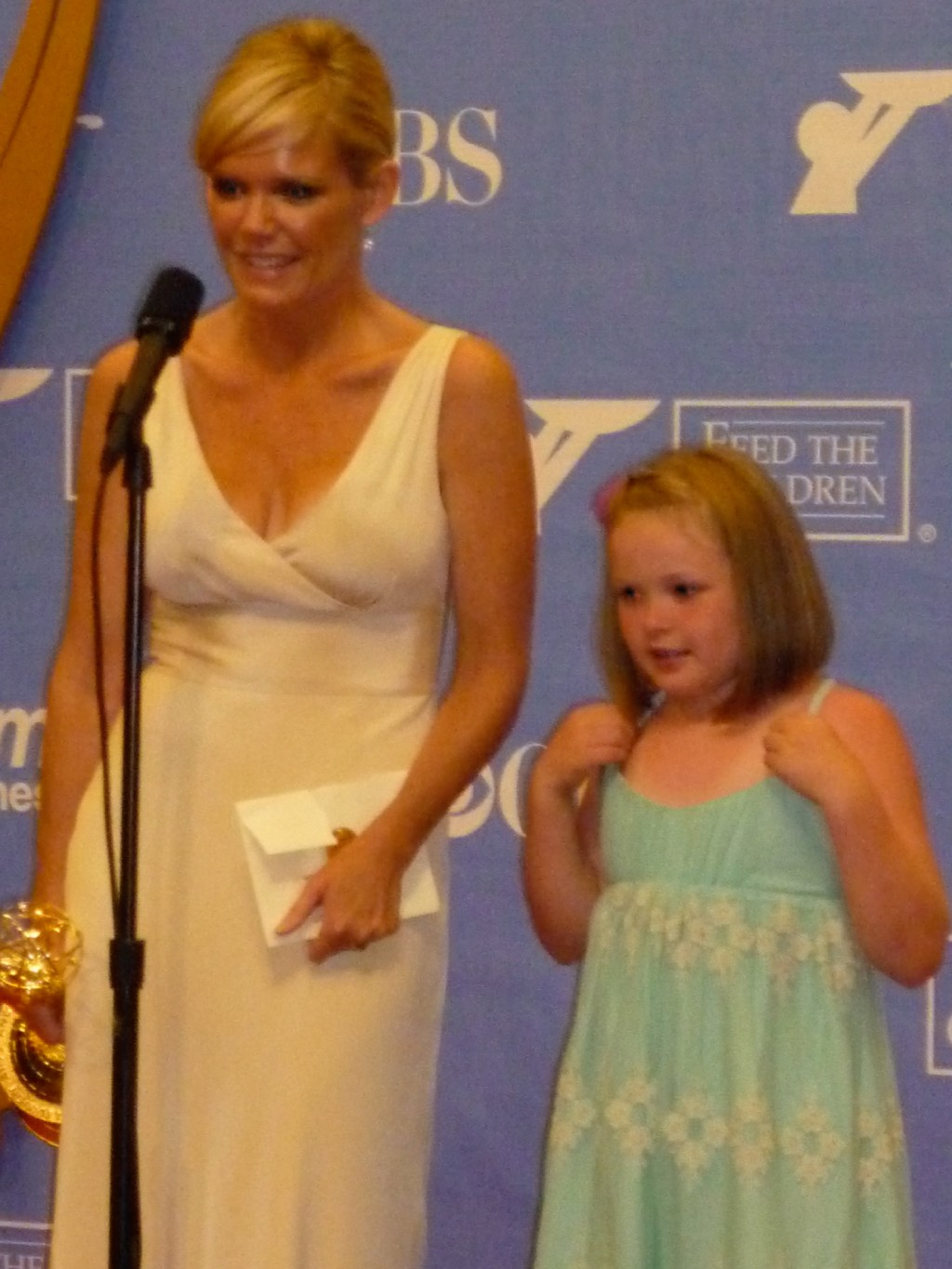
Maura West bei der Primetime-Emmy-Verleihung 2010

Maura Jo West DeFreitas, geborene Maura Snyder (* 27. April 1972 in Springfield, Massachusetts) ist eine US-amerikanische Schauspielerin. Bekannt ist Maura West vor allem durch die Fernsehserie Jung und Leidenschaftlich – Wie das Leben so spielt (As the World Turns), die auf dem Fernsehsender Columbia Broadcasting System (CBS) ausgestrahlt wurde. Dabei spielte sie in dieser Seifenoper die Carly Tenny (geborene Snyder), eine Hauptrolle. Zurzeit ist sie als Ava Jerome in der Fernsehserie General Hospital zu sehen.

## Filmografie (Auswahl)
- 1995–2010: Jung und Leidenschaftlich – Wie das Leben so spielt (As the World Turns, Fernsehserie, 825 Episoden)
- 2010–2011: Schatten der Leidenschaft (The Young and the Restless, Fernsehserie, 97 Episoden)
- seit 2013: General Hospital (Fernsehserie)
- 2014: Come Back to Me

## Auszeichnung
2007 und 2010 gewann sie den Daytime Emmy Award als herausragende Hauptdarstellerin in einer Serie.